# Bedre end sit Rygte
Bedre end sit Rygte (originaltitel Cobra) er en amerikansk stumfilm fra 1925 instrueret af Joseph Henabery.

## Medvirkende
- Rudolph Valentino som Rodrigo Torriani
- Nita Naldi som Elsie Van Zile
- Casson Ferguson som Jack Dorning
- Gertrude Olmstead som Mary Drake
- Hector V. Sarno som Victor Minardi
- Claire De Lorez som Rosa Minardi
- Eileen Percy som Sophie Binner
- Lillian Langdon som Mrs. Porter Palmer